# Canteen Township
Die Canteen Township ist eine von 22 Townships im St. Clair County im Westen des US-amerikanischen Bundesstaates Illinois. Im Jahr 2010 hatte die Canteen Township 10.263 Einwohner.
Die Township liegt im Metro-East genannten östlichen Teil der Metropolregion Greater St. Louis um die Stadt St. Louis im benachbarten Missouri.

## Geografie

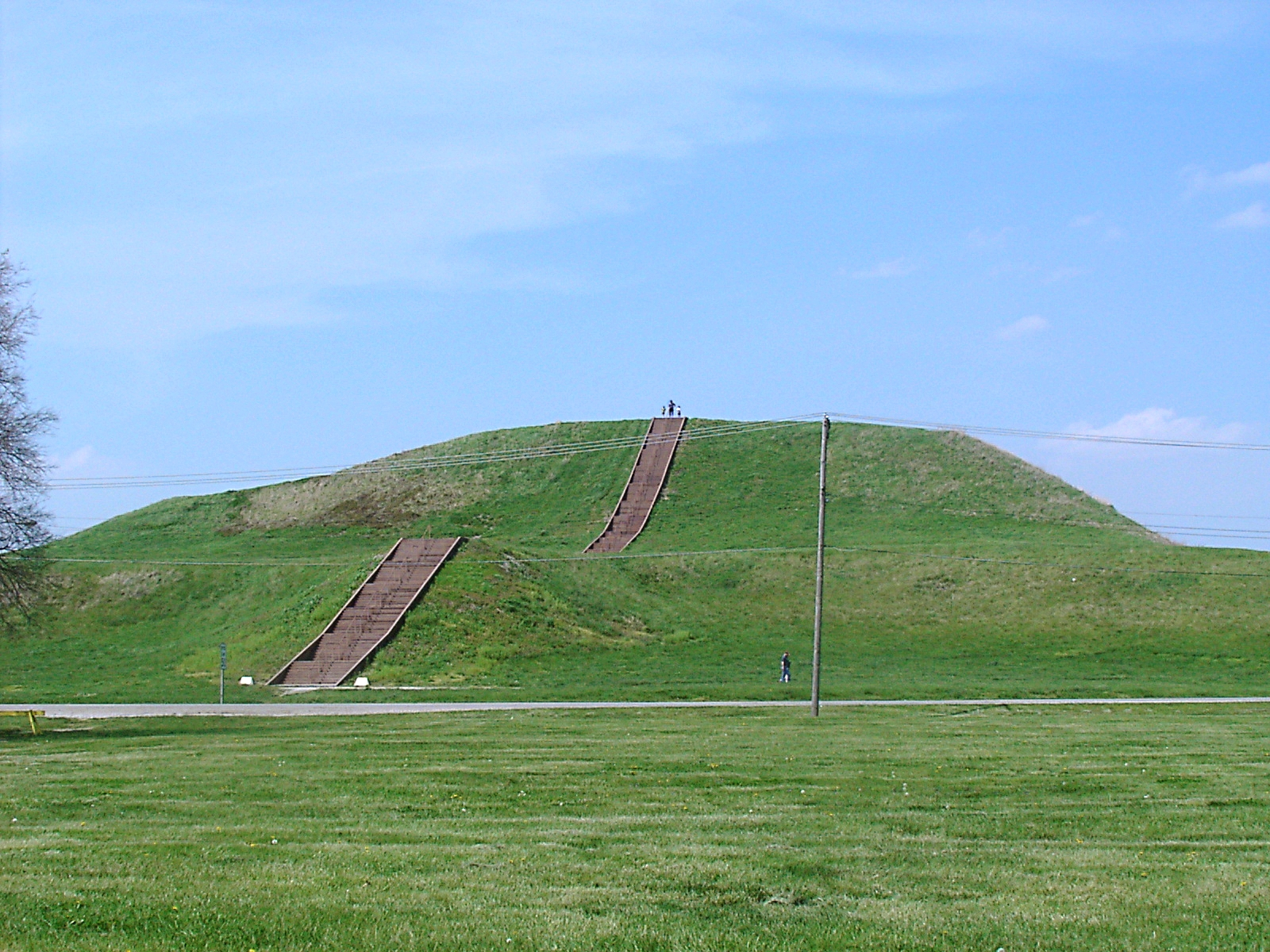
Monk’s Mound in Cahokia, seit 1966 im NRHP gelistet

Die Canteen Township liegt im östlichen Vorortbereich von St. Louis. Der Mississippi, der die Grenze zum Bundesstaat Missouri bildet, liegt rund 2 km westlich der Township.
Die Canteen Township liegt auf 38°38′01″ nördlicher Breite und 90°04′42″ westlicher Länge und erstreckt sich über 28 km².
Im Nordwesten der Canteen Township befinden sich die Reste von Cahokia, der größten präkolumbischen Stadt nördlich von Mexiko.

Die Canteen Township liegt Norden des St. Clair County und grenzt nördlich an das Madison County. Innerhalb des St. Clair County grenzt die Canteen Township im Osten an die Caseyville Township, im Südosten an Belleville, im Süden an die East St. Louis Township sowie im Westen an die Stites Township.

## Verkehr
Im Zentrum der Township kreuzt die Interstate 255, die als östliche Umgehungsstraße von St. Louis dient, die Interstate 64, die von St. Louis nach Louisville in Kentucky führt. Durch den Nordwesten der Township führen auf einer gemeinsamen Strecke die Interstates 55 und 70. Durch den Südosten der Township führt die Illinois State Route 157, in die die Illinois State Route 161 an deren nördlichen Endpunkt einmündet. Durch das Zentrum der Canteen Township verläuft in Nord-Süd-Richtung die Illinois State Route 111. Im äußersten Nordwesten befindet sich der südliche Endpunkt der Illinois State Route 123. Alle weiteren Straßen sind County Roads oder weiter untergeordnete teilweise unbefestigte Fahrwege.
Entlang der südwestlichen Grenze der Canteen Township führt eine Linie der MetroLink genannten Stadtbahn des Ballungsraumes St. Louis.
In der Canteen Township treffen mehrere Eisenbahnlinien verschiedener Gesellschaften (z. B. Union Pacific Railroad, BNSF Railway, Amtrak u. a.) zusammen, die sich auf dem Weg nach St. Louis hier bündeln.
Der St. Louis Downtown Airport liegt rund 15 km südwestlich, der größere Lambert-Saint Louis International Airport liegt rund 30 km westnordwestlich der Canteen Township.

## Demografische Daten
Nach der Volkszählung im Jahr 2010 lebten in der Canteen Township 10.263 Menschen in 3227 Haushalten. Die Bevölkerungsdichte betrug 366,5 Einwohner pro Quadratkilometer. In den 3227 Haushalten lebten statistisch je 2,96 Personen.
Ethnisch betrachtet setzte sich die Bevölkerung zusammen aus 39,6 Prozent Weißen, 43,2 Prozent Afroamerikanern, 0,5 Prozent amerikanischen Ureinwohnern, 0,3 Prozent Asiaten sowie 14,0 Prozent aus anderen ethnischen Gruppen; 2,4 Prozent stammten von zwei oder mehr Ethnien ab. Unabhängig von der ethnischen Zugehörigkeit waren 26,3 Prozent der Bevölkerung spanischer oder lateinamerikanischer Abstammung.
26,9 Prozent der Bevölkerung waren unter 18 Jahre alt, 63,8 Prozent waren zwischen 18 und 64 und 9,3 Prozent waren 65 Jahre oder älter. 46,3 Prozent der Bevölkerung war weiblich.
Das mittlere jährliche Einkommen eines Haushalts lag bei 30.163 USD. Das Pro-Kopf-Einkommen betrug 12.753 USD. 31,8 Prozent der Einwohner lebten unterhalb der Armutsgrenze.

## Orte
Neben Streubesiedlung lebt die Bevölkerung der Canteen Township in folgenden Ortschaften:
Citys
- Collinsville1
- Fairview Heights2
- Madison3

Villages
- Caseyville4
- Fairmont City5
- Washington Park

1 – überwiegend im Madison County, teilweise in der Caseyville Township

2 – überwiegend in der Caseyville Township, teilweise in der St. Clair Township

3 – überwiegend im Madison County, teilweise in der Stites Township

4 – überwiegend in der Caseyville Township

5 – teilweise in der Stites Township und im Madison County